# Лассі Кетола
Лассі Кетола (фін. Lassi Ketola; нар. 16 січня 1978) — колишній фінський тенісист.
Найвищу одиночну позицію світового рейтингу — 653 місце досяг 13 вересня 2004, парну — 288 місце — 5 липня 2004 року.

## Титули ITF Ф'ючерс

### Парний розряд: (2)
| Ранг | Дата     | Турнір                    | Покриття | Партнер    | Суперники                        | Рахунок       |
| ---- | -------- | ------------------------- | -------- | ---------- | -------------------------------- | ------------- |
| 1.   | Чер 1998 | Фінляндія F3, Гямеенлінна | Ґрунт    | Янне Ояла  | Джеймс Девідсон Патрік Ланґвардт | 3–6, 6–3, 6–2 |
| 2.   | Сер 1999 | Естонія F1, Пярну         | Ґрунт    | Теро Вілен | Генрік Андерссон Ніклас Тімфйорд | 7–6, 6–4      |